# Bulgarische Seeoffiziersanwärter an der Marineschule Mürwik
Die Bulgarischen Seeoffiziersanwärter an der Marineschule Mürwik waren bulgarische Kadetten an der Maschinenschule der Marine in Warna, dem Vorgänger der heutigen Marineakademie Warna, die in den Jahren 1916–1918 an der Marineschule Mürwik eine Ausbildung zum Seeoffizier absolvierten.
Die Ausbildung der besagten Kadetten an der Marineschule Mürwik war ein besonderer Moment in der Genesis des Bildungssystems der Marine und des Marineoffizierkorps in Bulgarien. Es ist kein Zufall, dass zwischen den beiden Weltkriegen das erwähnte Phänomen nachhaltiges öffentliches Interesse in Bulgarien für die Marineschule Mürwik weckte, und zu Veröffentlichungen von Erinnerungen von Kadetten aus Flensburg führte, auch nach 1945.

## Entstehung
1915 bewertete der deutsche Marineoffizier Rudolph Ernst Adolph Firle das bulgarische Marineausbildungssystem und stellte fest, dass die Lehrpläne der damaligen Maschinenschule der Marine in Warna, Bulgarien einerseits und der Seekadetten-Klasse der Marineschule Mürwik, Flensburg andererseits übereinstimmen, sowie dass Absolventen fit für den Beruf des Marineoffiziers seien.
Rudolph Firle berichtete weiter, dass 1915 das Französischstudium eingestellt, und die deutsche Sprache an der Maschinenschule der Marine in Warna eingeführt wurde, und anlässlich dessen Sekundarschul-Deutschlehrer aus Deutschland entsandt wurden, um den „Aufbau einer kleinen Flotte“ fortzusetzen. Erhaltene Unterlagen belegen in diesem Zusammenhang u. a. die Lehrtätigkeit des entsandten Deutschlehrers Költars, der Seeoffiziersanwärter im dritten Schuljahr in Warna unterrichtete.

### Mürwik, August 1917: Befähigungsbericht über die bulgarischen Seeoffiziersanwärter
„Flensburg-Mürwik, den 20. August 1917
Befähigungsbericht über die auf die Marineschule kommandierten bulgarischen Seeoffiziersanwärter.
Direktion der Marine, 5088
Die bulgarischen Seeoffiziersanwärter wurden am 10. April auf die Marineschule kommandiert. Die Ausbildung des 1. Vierteljahres erstreckte sich hauptsächlich auf die deutsche Sprache, deren sie fast gänzlich unkundig waren. Ausser dem Sprachunterricht, der auch bei den abendlichen drei Spaziergängen eifrig betrieben wurde, erhielten sie noch Unterricht in Navigation, Mathematik, Elektrotechnik, Maschinenkunde, Exerzieren, Turnen und Bootsdienst. Dank ihres anerkennenswerten Eifers machten sie, besonders im praktischen Dienst, sehr gute Fortschritte. Um sie ausserdienstlich zur Unterhaltung anzuhalten, wurden sie auf die Seekadettenquartiere verteilt […]
Kaiserliche Inspektion des Bildungswesens der Marine, Kiel“

## Erster Jahrgang

### Ausbildung
Im Jahre 1916 ergriffen einige bulgarischen Absolventen der Marineakademie in Livorno, Italien, die Möglichkeit, die Ausbildung zum Marineoffizier an der Marineschule Mürwik in Flensburg, Deutschland, fortzusetzen. Unter ihnen ist auch der Seeoffiziersanwärter Vlasev gewesen, der zum Erkundungsflieger in Kiel ausgebildet wurde. Die erste Gruppe bulgarischer Seeoffiziersanwärter an der Marineschule Mürwik bestand aus vier ehemaligen Kadetten aus Livorno – Bangeev, Mihov, Svetogorski und Dudev, und zwei Kadetten aus Warna des Jahrgangs 1913–1919, Kaparashev und Rusev. Die Gruppe verließ Warna am 26. April 1916 und kam am 6. Mai 1916 in Flensburg an. Bemerkenswert ist dabei die Stellungnahme des deutschen Offiziers Rudolph Firle, dass mit der am 6. März 1916 vollzogenen Anstellung von sechs bulgarischen Seeoffiziersanwärtern die Grundlagen der planmäßigen Bildung des bulgarischen Marineoffizierkorps nach deutschem Vorbild gelegt worden sei.

### Praxiseinsätze
Nach Abschluss des Studiums an der Marineschule Mürwik absolvierten bulgarische Seeoffiziersanwärter lange Praxiseinsätze auf Kriegsschiffen der Kaiserlichen Marine, wie z. B.: (1) Seeoffiziersanwärter Hristo Rusev auf der Freya (Großer Kreuzer der Victoria-Louise-Klasse), auf der Großer Kurfürst (Großlinienschiff der König-Klasse) und auf Minensuchbooten; (2) Seeoffiziersanwärter Kaparashev zunächst in der Linienflotte, dann in der Ersten Minenträgerflotte; (3) Seeoffiziersanwärter Svetogorski, Mihov und Bangeev in der U-Boot-Flotte. Zu diesem Zeitpunkt wurde die Unterwasserverteidigung des Vereinigten Königreichs intensiv ausgebaut, so dass solche Praxiseinsätze mit tödlichen Risiken verbunden waren. Mihov starb am 12. Februar 1918 in der Irischen See als Mitglied der Besatzung des deutschen U-Bootes U 89, das vor Malin Head (Irland) durch den britischen Panzerkreuzer HMS Roxburgh gerammt und versenkt wurde. Svetogorsky starb am 25. April 1918 auf seiner zweiten Reise als Besatzungsmitglied des deutschen U-Bootes U 104, das vom britischen Monitor M31 (M29-Klasse der Royal Navy) versenkt wurde.

## Zweiter Jahrgang

### Ausbildung
Die Ausbildung der zweiten Gruppe bulgarischer Seeoffiziersanwärter an der Marineschule Mürwik gestaltete sich effizienter. Bis zum 1. April 1917, als sie nach Deutschland entsandt wurden, wirkten sich die Bildungsreformen deutlich auf die Vorbereitung aus, wie der Bericht des Bildungsinspektorats der kaiserlichen Marine über die Vorbereitung des zweiten bulgarischen Jahrgangs während der ersten drei Monate des Aufenthalts an der Marineschule Mürwik aus dem Bundesarchiv-Militärarchiv (BArch-MA) belegt. Zur Flensburger Gruppe gehörten auch Studenten der Fakultät für Maschinenbau, Petko Peev und Todor Bambekow, die für ihr Studium an der Polytechnischen Hochschule Charlottenburg in Berlin ausgewählt wurden, sowie Chekhlarov und Hasekiev, die zur Ausbildung als Marinetaucher nach Deutschland geschickt wurden. Das Freiburger Archivdokument zeugt auch von der vollzogenen Änderung des Lehrplans von 1914 bis 1920, infolge dessen Studenten für die zweite Flensburger Gruppe rekrutiert wurden. Neben dem obligatorischen Deutschunterricht an bulgarischen militärischen Bildungseinrichtungen war die Verabschiedung der „deutschen Vorschriften für Exerzier- und Gefechtsausbildung“ vorgesehen.

### Praxiseinsätze
Ende 1917 absolvierten die bulgarischen Seeoffiziersanwärter der zweiten Gruppe an der Marineschule Mürwik längere Praxiseinsätze, vorwiegend auf schweren Kriegsschiffen, wie z. B.: (1) Seeoffiziersanwärter Zashev auf dem Schlachtschiff König Albert; (2) Seeoffiziersanwärter Kuyudzhikliev auf dem Schlachtschiff Kaiser (Kaiser-Klasse, Großlinienschiff) bei Anlegen von Minenfeldern in der Nordsee. Einige der bulgarischen Seeoffiziersanwärter nahmen während der Praxiseinsätze an Seeschlachten teil, wie z. B. Seeoffiziersanwärter Tomow (bulgarisch Томов) auf dem Schlachtschiff Kaiser Wilhelm der Große (Kaiser-Friedrich-III.-Klasse, Linienschiff), der während seiner Dienstzeit vom 28. Dezember 1917 bis zum 22. November 1918 über Kampfeinsätze gegen U-Boote und Wasserflugzeuge berichtet.

## Dritter Jahrgang
Der dritte Jahrgang bulgarischer Seeoffiziersanwärter wurde gemäß Flottenverordnung Nr. 25 (& 7) / 25. Juli 1918 planmäßig an die Marineschule Mürwik abkommandiert. Sie absolvierten zwar erfolgreich Teile der geplanten Ausbildung, wurden aber wegen des Kriegsendes ohne Abschluss nach Bulgarien zurückgebracht.
Die Lehren aus den Erfahrungen mit der Ausbildung der Seeoffiziersanwärter der Maschinenschule der Marine Seiner Majestät in Warna an der Flensburger Marineschule Mürwik im Ersten Weltkrieg spielten eine wesentliche Rolle bei der Genesis des Bildungssystems der Marine und des Marineoffizierkorps in Bulgarien in den nächsten Jahrzehnten.